# Siegesdenkmal (Riga)

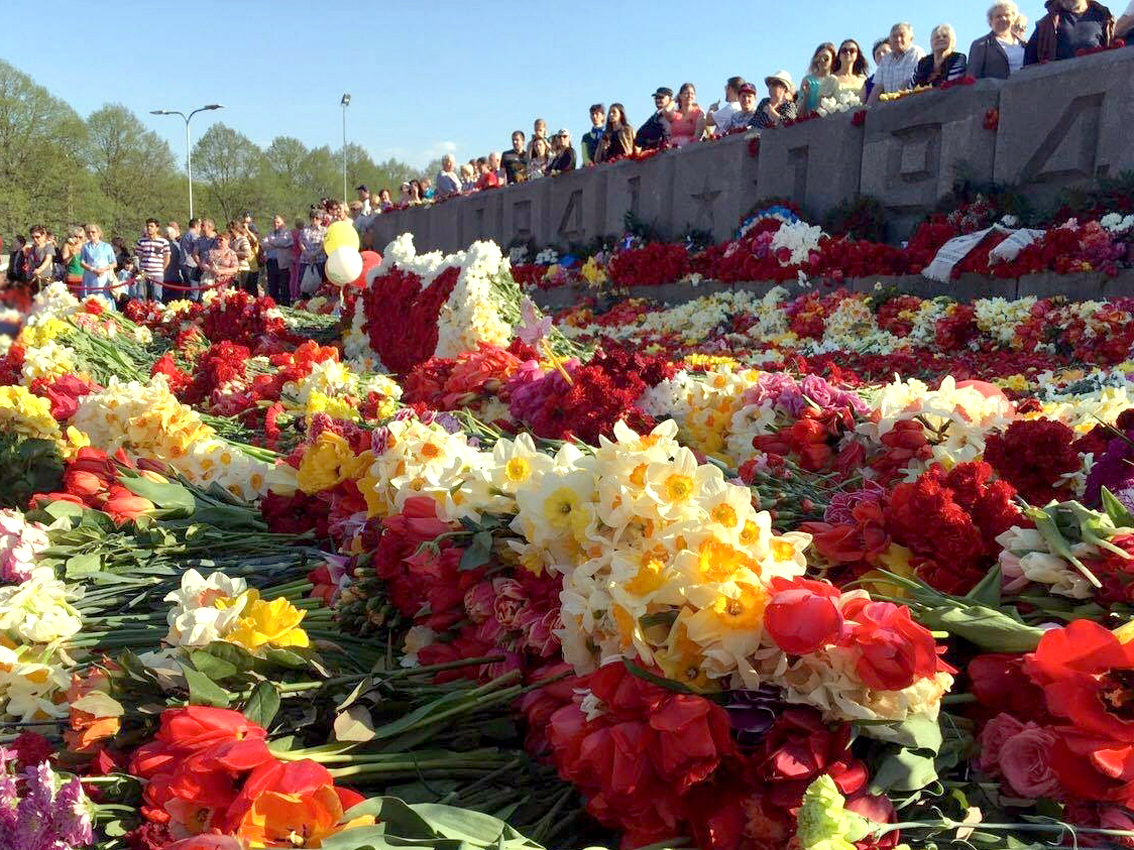
Blumenniederlegungen am 9. Mai 2016

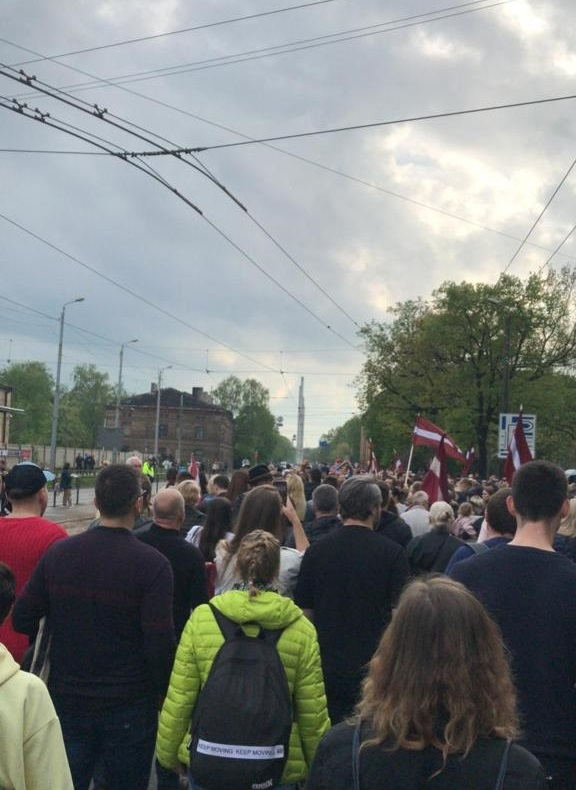
Demonstration für die Entfernung des Denkmals am 20. Mai 2022

Das Siegesdenkmal (lettisch Uzvaras piemineklis, russisch Памятник победы), mit vollem Namen Denkmal für die Befreier von Sowjet-Lettland und Riga von den deutsch-faschistischen Eindringlingen (lettisch Piemineklis Padomju Latvijas un Rīgas atbrīvotājiem no vācu fašistiskajiem iebrucējiem, russisch Памятник освободителям Советской Латвии и Риги от немецко-фашистских захватчиков), war ein Denkmal, das der Rückeroberung der Lettischen Sozialistischen Sowjetrepublik und Rigas von der deutschen Besetzung während des Zweiten Weltkriegs gewidmet war und sich im Siegespark in Riga befand. Es wurde im August 2022 abgerissen.

## Geschichte
Der Bau des Denkmals fand von 1979 bis 1985 statt. Die Bildhauer waren Ļevs Bukovskis und Aivars Gulbis unter Beteiligung von Leonīds Kristovskis, des Designkünstlers Aleksandrs Bugajevs sowie der Architekten Ermens Bāliņš, Edvīns Vecumnieks und Viktors Zilgalvis. Rückseitig von einem Teich umschlossen, bestand das Gedenkensemble aus einem 79 m hohen Obelisken, gebildet aus fünf unterschiedlich hohen Stelen, die von fünfzackigen Sternen gekrönt wurden und fünf Jahre Krieg symbolisierten, und vier Bronzeskulpturen vor dem Obelisken – eine Mutter-Heimat-Statue mit dem stilisierten Umriss Lettlands und drei Sowjetsoldaten, die Freude über den Sieg zeigten.
Es gab widersprüchliche Meinungen in der lettischen Gesellschaft nach der Unabhängigkeit Lettlands 1991 über das Denkmal. Lettland war im Zweiten Weltkrieg abwechselnd vom Deutschen Reich und der Sowjetunion besetzt. Von 1945 bis 1991 war Lettland unfreiwillig Teil der Sowjetunion. Die meisten Letten sahen das Denkmal nicht nur als Denkmal für die Befreier des sowjetischen Lettlands und Rigas von den Deutschen, stattdessen symbolisierte es für sie die erneute Besetzung ihres Landes durch die Sowjetunion. An dem Monument begingen jährlich am 9. Mai russischstämmige Einwohner Lettlands den russischen Feiertag Tag des Sieges.
In der Nacht des 25. Februar 2022, nach dem russischen Überfall auf die Ukraine, wurden die Ausläufer des Denkmals in den Farben der ukrainischen Flagge bemalt. Wegen der Invasion kamen die Diskussionen über den Abriss des Denkmals wieder auf. Am 29. März unterstützte die Saeima-Kommission für Menschenrechte und öffentliche Angelegenheiten einen Vorschlag, im „Gesetz über die Sicherheit öffentlicher Unterhaltung und festlicher Veranstaltungen“ ein Verbot festzuhalten, öffentliche Veranstaltungen näher als 200 Meter an einem Denkmal abzuhalten, das die sowjetischen Armee oder ihre Soldaten verherrlicht. Am 8. und 9. Mai rief die lettische Regierung aufgrund der russischen Invasion der Ukraine dazu auf, keine Blumen auf Denkmäler zu legen, die „die Besetzung Lettlands“ verherrlichen. Die Polizei sperrte daraufhin den Zugang zum Denkmal. Am 12. Mai beschloss die Saeima den Abriss aller Objekte, die totalitäre Regime verherrlichen, bis zum 15. November 2022. Demgemäß kündigte Lettland jenen Artikel des 1994 geschlossenen lettisch-russischen Nachbarschaftsvertrages, in dem die Bewahrung bestehender Denkmäler vereinbart war. Die lettische Innenministerin Marija Golubeva trat nach den Zwischenfällen bei den prorussischen Demonstrationen am 9./10. Mai, die von der Stadt Riga verboten worden waren, aber trotzdem stattfanden, am 16. Mai 2022 auf Druck des Koalitionspartners Nationale Vereinigung zurück. Die russische Regierung protestierte scharf. Der Gouverneur der Oblast Leningrad, Alexander Drosdenko, bot den Letten an, das Monument in seiner Region aufzustellen.  Am 22. August begann die Demontage des Denkmals. Es kam zu einer nicht genehmigten kleineren Demonstration gegen den Abriss; mehrere Personen wurden von der Polizei festgenommen. Zuerst entfernte man die vier Bronzeskulpturen. Am 25. August wurde der Obelisk von Baggern mit pneumatischen Abbruchhämmern zu Fall gebracht.
Es ist geplant, auf dem Gelände der abgerissenen Denkmalanlage einen Spiel- und Erholungsbereich für Kinder und Jugendliche anzulegen.